# Thuyết lượng tử năng lượng
Sự xuất hiện của Vật lý lượng tử và thuyết tương đối là một cuộc cách mạng của Vật lý học vào cuối thế kỷ XIX đầu thế kỷ XX và là cơ sở khoa học của nhiều lĩnh vực công nghệ cao như công nghệ điện tử và vi điện tử, công nghệ viễn thông, công nghệ quang tử, công nghệ tự động hóa, công nghệ thông tin v..v Vật lý lượng tử ra đời vào năm 1900 khi Max Planck đề xuất giả thuyết về tính gián đoạn của bức xạ điện từ phát ra từ các vật - thuyết lượng tử năng lượng - để giải thích những kết quả thực nghiệm về bức xạ nhiệt của các vật đen.

## Bế tắc của lý thuyết cổ điển
Vào cuối thế kỷ XIX, thuyết điện từ của Maxwell đã trở thành một lý thuyết thống nhất về các hiện tượng điện từ và các quá trình quang học. Tuy nhiên, khi áp dụng để nghiên cứu bức xạ nhiệt của các vật đen thì lý thuyết đó không giải thích được các kết quả thực nghiệm.
Năm 1884, Stefan và Boltzman dựa trên các phép đo chính xác đã đi đến kết luận là đối với vật đen tuyệt đối cường độ bức xạ tỷ lệ với {\displaystyle T^{4}\,}
Trong đó {\displaystyle \upsilon \,} là hằng số Stefan - Boltzman, có giá trị bằng {\displaystyle 5,670.10^{-8}\,} {\displaystyle Wm^{-2}K^{-4}\,}
Phải mất nhiều năm, người ta mới tìm ra dạng giải tích của hàm {\displaystyle F(\upsilon ,T)\,}. Cuối cùng, năm 1893, Viên đã chỉ ra rằng hàm này phải có dạng:
Nếu thay biểu thức của hàm này vào (*), ta thu được cường độ bức xạ của một vật đen tuyệt đối bằng vô cùng!
Đây là một điều vô lý mà lý thuyết cổ điển chịu bó tay, người ta còn gọi đây là "sự khủng hoảng ở vùng tử ngoại" hay "tai biến cực tím".
Thuyết lượng tử năng lượng
Để khắc phục điều vô lý trên và thu được sự phù hợp với các kết quả thực nghiệm, năm 1900, Max Planck đã đề xuất giả thuyết lượng tử như sau:
Mọi trạng thái của bức xạ điện từ đơn sắc tần số {\displaystyle \upsilon \,} đều chỉ có thể có năng lượng gián đoạn là bội của một lượng bằng {\displaystyle h\upsilon \,} gọi là lượng tử năng lượng:
Trong đó {\displaystyle n=1,2,....\,} và {\displaystyle h\,} là một hằng số gọi là hằng số Planck.
Nhờ thuyết lượng tử của Planck, người ta có thể tính được cường độ bức xạ của một vật đen tuyệt đối theo công thức:
Kết quả trả về là một giá trị hữu hạn, vấn đề bế tắc của vật lý cổ điển được khai thông.

## Những yếu tố khẳng định sự đúng đắn của thuyết lượng tử năng lượng
Giải quyết được vấn đề cường độ bức xạ của vật đen tuyệt đối mới chỉ là một yếu tố cho thấy tính đúng đắn của thuyết lượng tử do Planck đưa ra. Ngoài ra, còn có 5 yếu tố khác như sau:

Trục dọc L(λ,T) phụ thuộc vào trục ngang λ với T1 > T2 > T3. Đường đứt nét là công thức của Reyleigh-Jeans còn đường liền nét là kết quả thực nghiệm phù hợp với công thức của Planck

- Công thức: {\displaystyle F(\upsilon ,T)d\upsilon ={h \over c^{2}}{\upsilon ^{3} \over {e^{h\upsilon  \over {k_{B}T}}-1}}\,} hoàn toàn phù hợp với giả thuyết của Wien về dạng của hàm {\displaystyle F(\upsilon ,T)\,}
- So sánh công thức (*) với công thức (**), ta suy ra {\displaystyle \sigma ={{2\pi ^{5}k_{4}^{B}} \over {15c^{2}h^{3}}}\,}.

Với các trị số {\displaystyle h=6,626.10^{-34}Js\,}, {\displaystyle k_{B}=1,38.10^{-23}J/K\,} và {\displaystyle c=2,889.10^{8}m/s\,} ta có {\displaystyle \sigma =5,66.10^{-8}Wm^{-2}K^{-4}\,}, phù hợp tuyệt vời về định lượng với định luật Stefan - Boltzman.
- Khi {\displaystyle h\upsilon <<k_{B}T\,}, có thể viết gần đúng: {\displaystyle exp({h\upsilon }/{k_{B}T})-1\,} xấp xỉ {\displaystyle {h\upsilon }/{k_{B}T}\,} và do đó suy ra được công thức Rayleigh - Jeans:

- Khi {\displaystyle h\upsilon <<k_{B}T\,}, ta có thể suy ra:

Kết quả này hoàn toàn phù hợp với thực nghiệm ở miền bức xạ bước sóng ngắn và nhiệt độ thấp.
- Các công thức:

hoàn toàn phù hợp với các đường liền nét trên hình, là các đường cong thực nghiệm